# Un gatto attraversa la strada
Un gatto attraversa la strada è una raccolta di racconti dello scrittore Giovanni Comisso, pubblicata nel 1954. L'anno seguente (1955), il libro ha vinto il Premio Strega.

## La nota editoriale di Nico Naldini
Costituito da 31 racconti, Un gatto attraversa la strada è la quarta raccolta pubblicata da Comisso; le precedenti sono: Avventure terrene, Felicità dopo la noia e Capricci italiani. In seguito le quattro raccolte furono riviste e i racconti vennero divisi in base alle tematiche, confluendo, parte in La mia casa di campagna, parte in Il grande ozio e alcuni in Gente di mare e Satire italiane. L'edizione Utet del 2005, restituisce ai lettori il libro Un gatto attraversa la strada così come fu pubblicato nel 1954 (e divenne vincitore del Premio Strega).

## I racconti
I racconti che compongono questa raccolta sono in genere piuttosto articolati. Possono coprire un periodo di vita, ma spesso inglobano tutto il vissuto dei protagonisti. Questi i titoli:
- Occhiali da sole
- Il sospetto
- Un paese di buona gente
- L'ostessa maligna
- La forza che condanna
- La nuova padrona
- La disdetta di un timido
- Due soldati di regioni lontane
- Un ingrato destino
- Una notte di luna
- L'ozio di Marco
- Cortigiana in viaggio
- La mano del controllore
- I fratelli Amadio
- Ritorno di Elvira
- Al mare
- Il piccolo Toni
- Un incubo ritorna
- L'alpino solitario
- La prova d'amore
- La scultura incompiuta
- Un gatto attraversa la strada
- La fortuna di Rino
- Una giornata di pioggia
- Ossessione d'estate
- Avventure in laguna
- Disdette d'amore
- La bella siciliana
- L'albergo di Ribera
- La casa sul fiume
- Donne inquiete

## Contenuto di alcuni racconti
Occhiali da sole - Un ragazzino trova sulla spiaggia un paio di occhiali da sole, piuttosto eleganti. Poiché il padre, un carabiniere vedovo, è affetto da un disturbo di lacrimazione e strizza spesso gli occhi, il ragazzo pensa di fare un dono al padre. Gli occhiali sono perfetti per il padre, che sente sollievo e mostra di apprezzarli molto. Qualche giorno dopo, il farmacista, incontrato per caso, si complimenta per gli occhiali e dice di averne perso un paio alquanto simile. Tornato in casa a precipizio, il padre interroga il ragazzo, intimandogli di dire che ha rubato gli occhiali, ma questi sostiene di averli trovati, come sempre ha detto, e ribadisce la sua verità, nonostante le molte e pesanti percosse del padre. Tuttavia, poiché la violenza sembra non voler cessare, il ragazzo dichiara ad un certo punto di aver rubato gli occhiali, al solo scopo di sottrarsi alla brutalità paterna. Invece la furia aumenta e, colpito alla testa, il ragazzo sviene. Al risveglio è solo e trova il padre steso sulla spiaggia davanti alla loro casa. Si getta su di lui gridando che non ha rubato nulla, ma il padre è ormai esanime e freddo.
Un paese di buona gente - Un signore va in vacanza in un paese di montagna e prende alloggio in un albergo che si protende su un lago. C'è una giovane cameriera che spesso lo guarda e lui si sente provocato. Ma la vacanza finisce e l'uomo torna in città. Durante l'inverno, fa ritorno nella località e nell'albergo; scopre da un paesano gobbo con cui ha fatto amicizia, che la cameriera è morta. L'inchiesta si è chiusa con una dichiarazione di incidente, ma il gobbo asserisce che la giovane è stata assassinata. Poco dopo muore anche la moglie dell'albergatore, sposata di recente. Anche in questo caso si liquida la faccenda come un incidente, ma sempre il gobbo sostiene che non può essere così; la donna sarebbe annegata in un punto della sponda in cui l'acqua non raggiunge i venti centimetri. Un altro delitto, secondo lui.
Due soldati di regioni lontane - Cesco, giovane milanese di origine veneta, è il postino della compagnia e gode di vari privilegi, come quello di avere una cameretta tutta per lui. Un giorno si accorge di Salvatore, un pastore siciliano analfabeta e molto povero. Cesco si affeziona al commilitone e, in cambio di servizietti vari, gli insegna a leggere dapprima, poi anche ad andare sulla bicicletta. La cosa sembra un sogno a Salvatore, perché Cesco prima del servizio militare, faceva gare e ha un prezioso paio di calzoncini della sua società sportiva; sembra un semidio al coetaneo tanto meno favorito. Però un giorno Salvatore viene congedato e torna alla sua terra, riprendendo a pascolare le greggi. Ora sa leggere e scrivere, ha anche una foto che lo ritrae in bicicletta, ma questo non gli serve più e gli sembra sia appartenuto alla vita di un altro.
Il piccolo Toni - Toni ha sette anni e deve sempre giocare da solo nella grande cucina dell'appartamento dove vive con i genitori e dove il padre ha lo studio di medico. Preoccupata per la vivacità non sfogata del bimbo, la mamma fa venire dal paese natale una nipote, Paola, perché si occupi di giocare conToni. Tra il piccolo e la cugina, ormai adolescente, nasce un sodalizio che sarebbe perfetto, ma ben presto i ragazzi del vicinato, specie quelli impiegati come garzoni, cercano Paola e tentano di farla uscire con loro. La ragazza è lusingata da queste novità (che non aveva mai conosciuto), però si comporta con correttezza verso la zia e il cuginetto. Ma Toni comincia ad avere disturbi del sonno, a piangere mentre sogna. La cosa non si spiega, finché una notte il bambino profferisce alcune parole che fanno capire alla madre quanto sia geloso di Paola. Avendo sorpreso anche che qualche ragazzo cerca Paola a casa, la zia decide di rimandarla al paese, con il pretesto che riprendono le scuole e Toni non ha più bisogno di compagnia. Con la partenza di Paola, egli smette di tormentarsi nel sonno.
La prova d'amore - Luigi è un giovane povero e un po' strano. Quando si innamora di Gina, i familiari non vogliono saperne di un loro legame. Allora Luigi si impegna per regalare a Gina una bicicletta e, impiegandosi nel tempo libero, smettendo di fumare e raggranellando fino all'ultimo centesimo, arriva a comperare e ad assemblare tutte le parti della bicicletta. Quando la porta a Gina, non riesce a capire che le vicine sono molto invidiose, ma lo comprende la ragazza, alla quale solo un'amica dimostra sincero affetto. Quanto alla madre di Gina, raddoppia il suo malanimo verso il giovane e arriva alla violenza pur di impedire che i due si frequentino. Una notte la bicicletta viene rubata e l'indomani sono chiamati i carabinieri; nessuna solidarietà viene esplicitata ai due giovani, anzi qualcuno ha il coraggio di sospettare di Luigi. Però il giovanotto dichiara pubblicamente a Gina che le farà avere la più bella bicicletta del negozio e che non si abbatta. Riprendendo a risparmiare, in poco tempo Luigi racimola la cifra e compra la bicicletta più costosa del negozio. Quando arriva, nessuno può credere ai suoi occhi; allora Luigi offre il dono a Gina e chiede alla madre di lei di consentire a dargli la mano. E questa risponde che Luigi è davvero un giovane per bene e depone l'astio che nutriva nei suoi confronti.

## Edizioni
- Giovanni Comisso, Un gatto attraversa la strada, racconti, A. Mondadori, Milano 1954
- Giovanni Comisso, Un gatto attraversa la strada, CDE, Milano 1969, (Fa parte di: I grandi premi letterari italiani: I premi Strega)
- Giovanni Comisso, Un gatto attraversa la strada, prefazione di Guido Piovene, Club degli editori, Milano 1969
- Giovanni Comisso, Un gatto attraversa la strada, Mondadori-De Agostini, Novara 1993
- Giovanni Comisso, Un gatto attraversa la strada, Mondolibri, Milano 2002
- Giovanni Comisso, Un gatto attraversa la strada, prefazione di Guido Piovene; nota editoriale di Nico Naldini, Longanesi, Milano 2005
- Giovanni Comisso, Un gatto attraversa la strada, prefazione di Nico Naldini, UTET, Torino 2006